# Стригунов, Василий Степанович
Василий Степанович Стригунов (4 февраля 1921 — 5 октября 1989) — старший лётчик 826-го штурмового авиационного Витебского орденов Суворова и Кутузова полка, лейтенант. Герой Советского Союза.

## Биография
Родился 4 февраля 1921 года в деревне Дошино ныне Медынского района Калужской области. Член ВКП(б)/КПСС с 1944 года. В 1939 году окончил 9 классов Медынской средней школы. Работал делопроизводителем на Московском вагоноремонтном заводе. Параллельно обучался в аэроклубе.
В Красной Армии с 1940 года. В 1942 году окончил Энгельсскую военную авиационную школу пилотов и был направлен 10-й запасной авиационный полк, где изучал теорию управления самолётом Ил-2. Для прохождения практики в декабре 1942 года Стригунов был направлен сначала в 1-ю, а затем во 2-ю учебно-тренировочную эскадрилью Московского военного округа. В июне 1943 года прибыл в 826-й штурмовой авиационный полк, находившийся в то время на переформировании и пополнении в тылу. В августе 1943 года вместе с полком сержант Стригунов направлен на Калининский фронт.
С первых дней в составе 211-й штурмовой авиационной дивизии 3-й воздушной армии участвовал в Смоленской и Невельско-Городокской операциях, во время которых наносил штурмовые удары по скоплениям войск противника в районах: Велиж, Духовщина, Ярцево, Езерище, Городок. За мужество и героизм в этих боях в октябре 1943 года получил свою первую награду — орден Красного Знамени.
В начале декабря 1943 года полк, в котором служил Стригунов, вошёл в состав только что сформированной 335-й штурмовой авиационной дивизии 3-й воздушной армии 1-го Прибалтийского фронта и вёл бои по уничтожению городской группировки противника и на витебском направлении. С началом операции «Багратион» в июне 1944 года 335-я штурмовая авиационная дивизия поддерживала наступление войск 43-й и 6-й гвардейской армий на лепельском направлении и способствовала форсированию советскими войсками реки Западная Двина, уничтожению витебской группировки противника, освобождению городов Витебск, Улла, Лепель, Полоцк. В ходе наступления советских войск в Прибалтике участвовала в Шяуляйской и Мемельской операциях. В этих боях младший лейтенант Стригунов штурмовал живую силу и технику противника в районах Биржая, Шяуляя, Жагаре, Тукумса, Добеле, Кретинги, Мемеля. В конце 1944 года участвовал в боях по блокированию на Курляндском полуострове немецких войск группы армий «Север» и препятствовании их прорыва в Восточную Пруссию.
В феврале 1945 года 3-я воздушная армия перебазировалась на кёнигсбергское направление и вошла в состав 3-го Белорусского фронта, а после взятия Кёнигсберга — в разгроме противника на Земландском полуострове и овладение его крупной военно-морской базой Пиллау.
Старший лётчик 826-го штурмового авиационного полка 335-й штурмовой авиационной дивизии 3-й воздушной армии 3-го Белорусского фронта лейтенант Стригунов к марту 1945 года совершил 117 боевых вылетов на разведку войск противника, штурмовку его узлов сопротивления, живой силы и техники, в которых уничтожил и повредил 10 танков, 70 автомашин, 30 повозок с грузами, 10 вагонов, 10 орудий полевой артиллерии, более 200 солдат и офицеров, подавил огонь 20 огневых точек, взорвал четыре склада с боеприпасами, провёл 11 воздушных боёв. Семь раз самолёт Стригунова был повреждён огнём зенитной артиллерии, три раза лётчик перетягивал через линию фронта на практически неуправляемом самолёте.
Указом Президиума Верховного Совета СССР от 29 июня 1945 года за образцовое выполнение заданий командования и проявленные при этом мужество и героизм, лейтенанту Стригунову Василию Степановичу присвоено звание Героя Советского Союза с вручением ордена Ленина и медали «Золотая Звезда».
В 1950 году окончил курсы заместителей командиров эскадрилий по политической части. С 1957 года майор Стригунов — в запасе. Работал председателем Медынского районного комитета ДОСААФ Калужской области, а с 1961 года механиком в объединённом железнодорожном хозяйстве № 2 в Калуге. Умер 5 октября 1989 года. Похоронен на Пятницком кладбище в Калуге.

## Награды
Награждён орденом Ленина, тремя орденами Красного Знамени, тремя орденами Отечественной войны 1-й степени, орденом Красной Звезды, медалями.

## Память
- Мемориальная доска установлена в городе Медынь.
- В Медыни, 9 мая 2015 г., на Аллее Героев установлен бюст Стригунова[1].